# الکزاندریا (رومانی)
شهر الکزاندریا (به رومانیایی: Alexandria, Romania) در شهرستان تلئورمن در کشور رومانی واقع شده‌است. جمعیت این شهر ۵۰٬۵۹۱ نفر  است.